# Pädagogische Universität Nordwestchinas

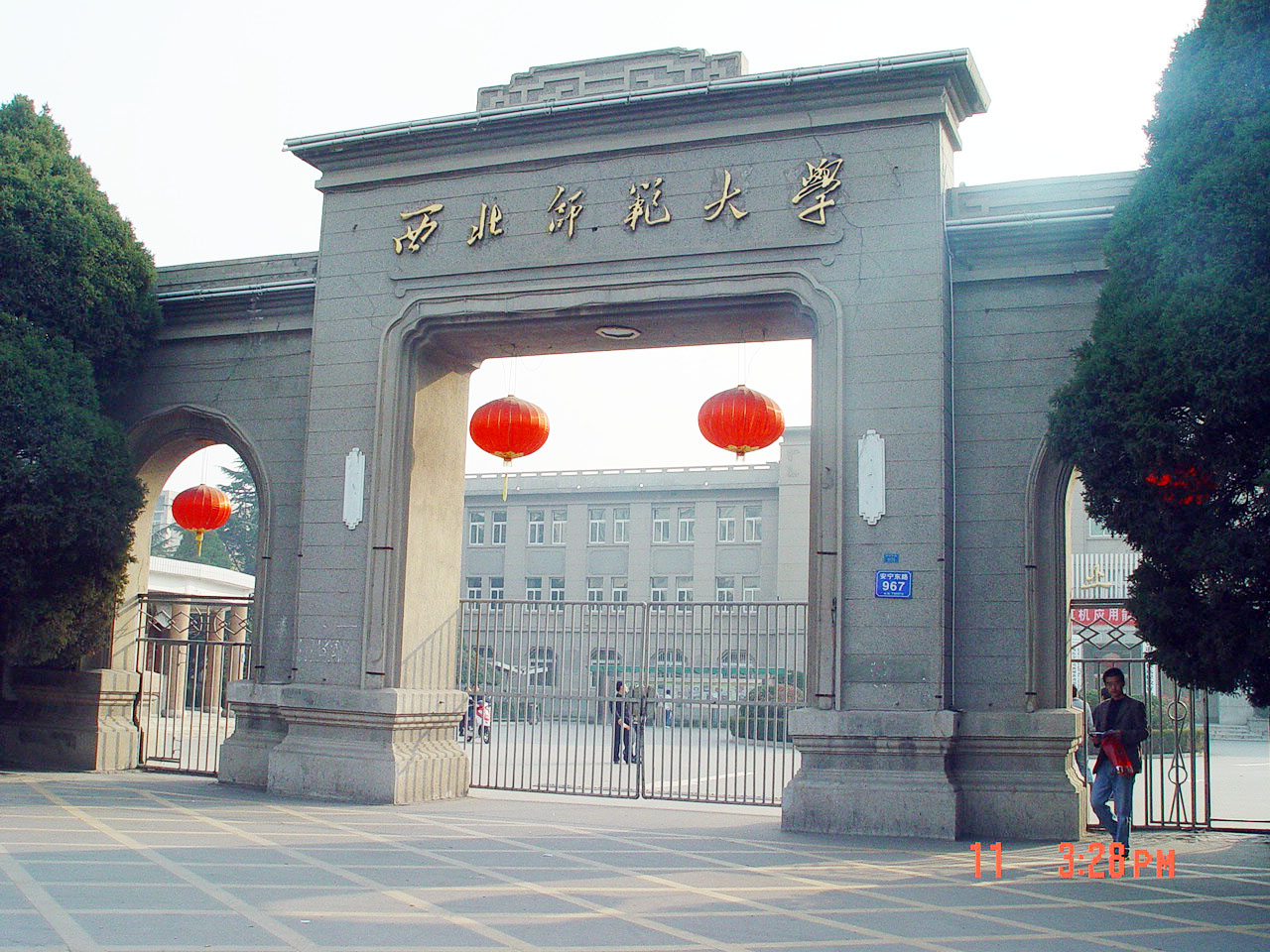
Nordwestlicher Eingang

Die Pädagogische Universität Nordwestchinas (西北师范大学; Xīběi Shīfàn Dàxué) ist eine Pädagogische Hochschule in Lanzhou, der Hauptstadt der Provinz Gansu im Nordwesten der Volksrepublik China. 
Sie geht auf eine ältere Institution aus dem Jahr 1902 zurück.